# Burg Cly
Die Burg Cly ist die Ruine einer mittelalterlichen Höhenburg im gleichnamigen Ortsteil des Dorfes Saint-Denis im Aostatal.

## Beschreibung

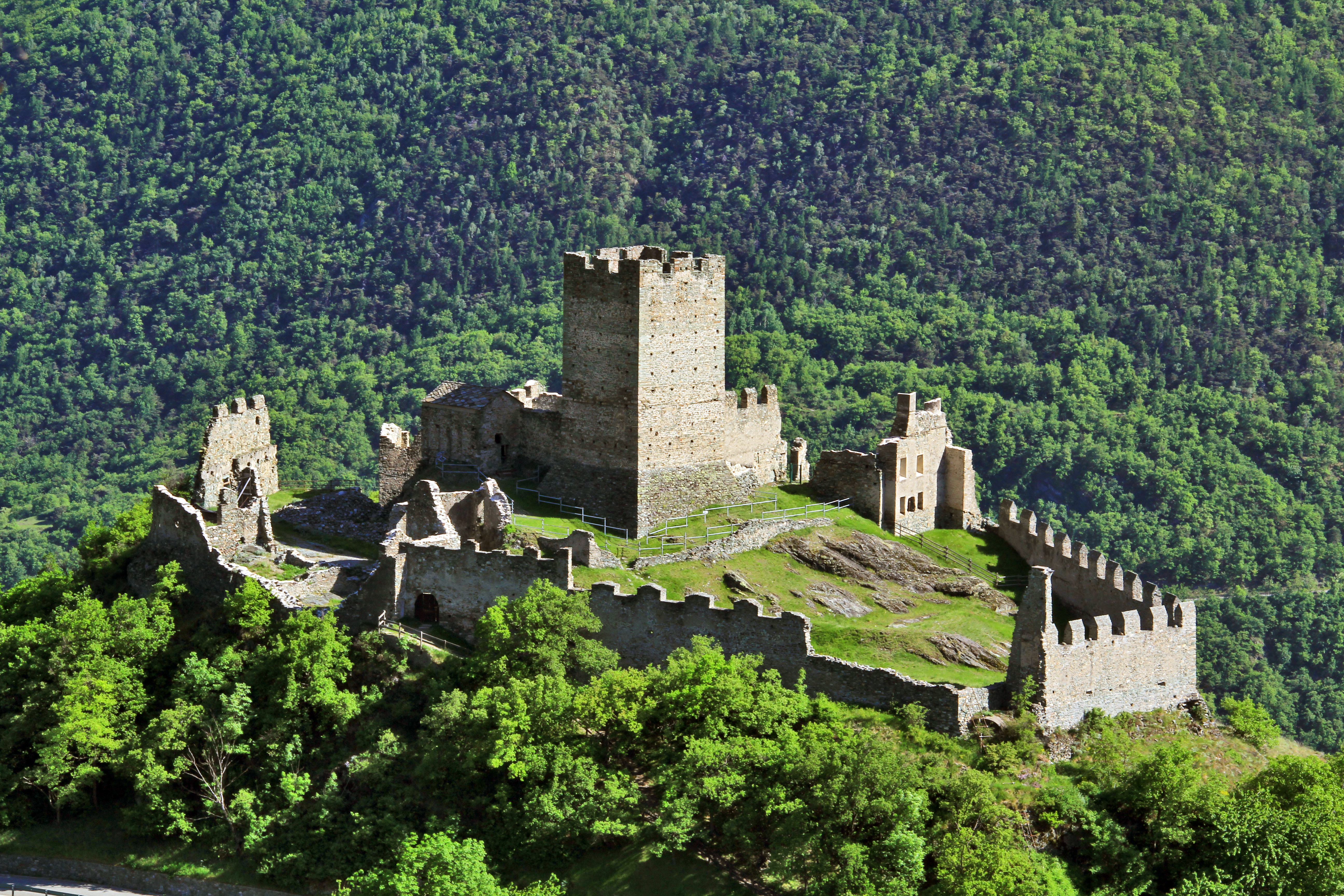
Luftbild der Burg Cly

Die Burg folgt der Typologie der sogenannten „einfachen“ Burgen, bestehend aus einem Turm in der Mitte, oft mit quadratischem Grundriss, umgeben von einem großen Mauerring, der andere Gebäude mit einschließt.
Ihre ursprüngliche Funktion war die der Verteidigung, wie man aus ihrer Lage erkennt: Sie liegt auf einem Felsvorsprung in 780 Meter Höhe und ist daher leicht zu verteidigen. Von dort aus beherrscht man das Dorf Chambave und den Talgrund von Aosta bis Saint-Vincent.
Aus petrologischer Sicht liegt die Burg von Cly auf einem Relief von Zeolith-Fazies, bestehend aus amphibolitischen Beulen, genauer „nutzt sie den ersten Felsvorsprung am Rande der großen Instabilität des Abhangs, der sich bis zum Burg Quart erstreckt“.

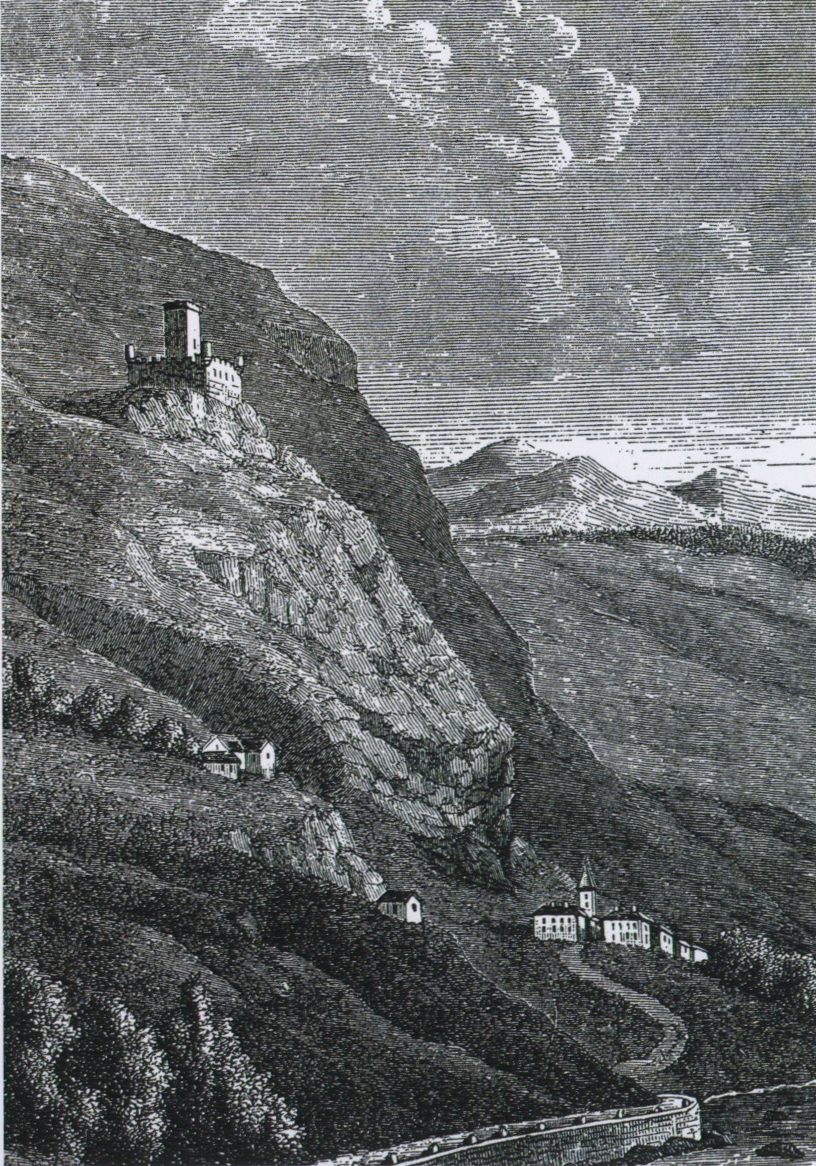
Die Burg Cly auf einer Lithographie von Édouard Aubert (1860)

## Geschichte
Das Gelände der mittelalterlichen Anlage war schon in ur- und frühgeschichtlicher Zeit besiedelt, wie archäologische Untersuchungen im Jahre 2006 ans Licht brachten.
Die Burg wurde erstmals 1207 urkundlich erwähnt. In dem Dokument ist eine „capella sancti Mauricij de castro Cliuo“ unter den Gütern der Priorei Saint-Gilles in Verrès erwähnt. Einige dendrologische Analysen, die an Holzstrukturen ausgeführt wurden, die im Inneren des Bergfriedes – vermutlich das älteste Gebäude der Burg – gefunden wurden, ermöglichten, diese auf das Jahr 1027 zu datieren.
In der ersten Zeit gehörte die Burg dem Cly-Zweig der Challants. Führer dieses Familienzweiges war vermutlich Bosone IV., Sohn des Vizegrafen von Aosta, Boson III., der das Lehen und die Burg Cly von den Grafen von Savoyen um die Mitte des 13. Jahrhunderts erhalten hatte. Das Lehen bestand aus einem ziemlich großen Gebiet, zu dem die heutigen Gemeinden Chambave, Saint-Denis, Diémoz, Verrayes und Torgnon, sowie das ganze Valtournenche, gehörten. Boson IV. ließ die Burg erweitern und befestigen, sodass sie ihre heutige Ausdehnung erhielt.
Nach dem Tod von Boson IV. fiel die Burg an dessen Sohn, Bonifacio I. 1337 folgte Boniface I. dessen Sohn Pierre nach, ein cholerischer und herrschsüchtiger Mann, der seine Untertanen tyrannisierte und sich dem Grafen Amédée IV. von Savoyen widersetzte. Dieser erkannte ihm schließlich den Titel ab und konfiszierte seine Güter. Ab 1376 wurde die Burg wieder direktes Eigentum derer von Savoyen, die beschlossen, sie aufgrund ihrer strategischen Bedeutung einige Jahre zu behalten.
Für diesen Zeitraum wurden einige genaue Kostenabrechnungen gefunden, die Informationen über den Inhalt der Burg und über die Kosten der durchgeführten Wartungsarbeiten enthalten. Darunter sind gewöhnliche Kosten, wie der Kauf von Holz oder Kalk zum Streichen der Wände, aber auch umfangreichere über die Reparatur von Mauern und Neueindeckung von Dächern. Eine wichtige Kostenabrechnung betrifft die Wasserversorgung der Burg, die fließendes Wasser über ein Holzleitungssystem erhielt, das eine Quelle am Hügel über der Burg anzapfte.
Die Savoyer verwalteten die Burg ungefähr zwei Jahrhunderte lang. In der Folge wurden Burg und umgebendes Lehen verschiedenen Familien zugeteilt, bis sie 1634 an die Familie Roncas aus Châtel-Argent fielen. Ende des 17. Jahrhunderts gab man die Burg auf und einen Teil der Bausteine nutzten die Roncas für den Bau eines komfortableren Wohnhauses in Chambave. Für die Burg war dies der Beginn eines Niedergangs bis zum heutigen ruinösen Zustand, unterbrochen nur Anfang der 1900er-Jahre, als der Geschichtswissenschaftler Tancrède Tibaldi das Gebäude auf Kosten der Gemeinde Saint-Denis kaufte, deren Syndikus er war.
Die Burg, die auch heute noch der Gemeinde Saint-Dénis gehört, ist öffentlich zugänglich und im Sommer mit Führung zu besichtigen.

### Johanneta Cauda: Die erste Hexe auf dem Scheiterhaufen im Aostatal
Die Dokumente der Burg der Savoyer „Errores gazariorum“, ein Kompendium über die Hexerei in den Westalpen, berichten über die Geschichte der Johanneta Cauda, der ersten Frau, die in dieser alpinen Region der Hexerei beschuldigt wurde und insbesondere, zusammen mit einer Freundin ihre Enkelkinder verspeist zu haben. Zu dieser Zeit war die Burg das Verwaltungs- und Gerichtszentrum der Herrschaft und der Bergfried beherbergte die Gefängnisse: Dort verbrachte Johanneta Cauda 71 Tage, bevor sie in Chambave, in der Nähe der Burg, am 11. August 1428, dem Tag des Heiligen Laurentius, des Schutzpatrones des Ortes, öffentlich auf dem Scheiterhaufen verbrannt wurde. Der Kastellan stellte, wie es damals Sitte wurde, Holz und Gestrüpp für den Scheiterhaufen kostenlos zur Verfügung.

## Die Burg

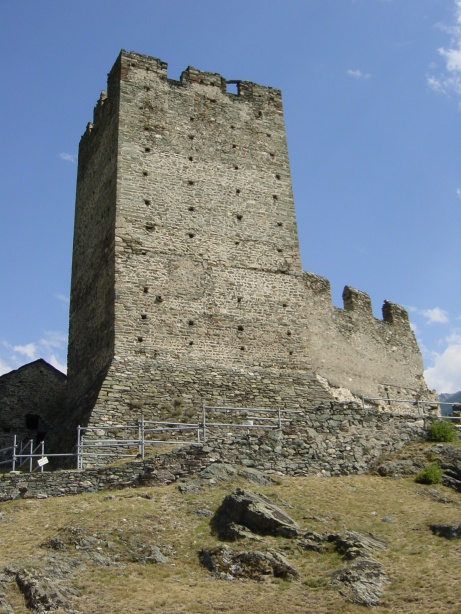
Der quadratische Bergfried der Burg Cly

Grundriss der Burg Cly (Carlo Nigra)

Die Burg Cly ist eine typische, „einfache“ Burg des Aostatals, die aus einem Bergfried in der Mitte, umgeben von einer weiten Ringmauer, besteht, die neben dem Bergfried auch eine Reihe anderer Gebäude einschließt. Im Falle der Burg Cly ist die Ringmauer fast vollständig erhalten. Sie war von Zinnen gekrönt und schloss eine Fläche von etwa 2800 m² ein. Ihr westlicher Teil war stets frei von Gebäuden und bestand aus einer Esplanade, auf der die örtliche Bevölkerung im Falle eines feindlichen Angriffes Zuflucht fand. Die Fläche im Süden beherbergte dagegen Bauwerke, die in verschiedenen Epochen zwischen dem 11. und dem 14. Jahrhundert errichtet wurden, darunter der massive Turm in der Mitte, die Kapelle, die Küchen, die Viehställe, das Wächterhaus und die Wohnräume des Kastellans. In der Nordwestecke kann man die Reste eines Turms entdecken, unter denen sich eine unterirdische Zisterne zur Sammlung von Wasser befindet; sie wurde mit Opus signinum verputzt, damit ihre Wände wasserdicht waren.
Das imposanteste Gebäude der Burg war sicherlich der Bergfried, der massive Turm in der Mitte. Es ist ein Donjon mit einer Grundfläche von etwa 9,4 Metern × 9 Metern und einer Höhe von 18 Metern, der auf einem Felsen erbaut wurde, damit er einer Unterminierung größeren Widerstand bot (Man grub einen kleinen Tunnel unter das Fundament des Turms, der dann plötzlich zusammenbrach). Der Turm hatte drei Stockwerke und sein Eingang lag etliche Meter über dem Erdboden, eine Verteidigungsmaßnahme, die man auch bei vielen anderen Donjons aus dieser Zeit beobachten kann, darunter dem der Burg Graines und dem des Castello di Châtelard. Anfangs diente eine hölzerne Leiter als Zugangshilfe, später wurde sie durch eine steinerne Treppe ersetzt, die von einem fliegenden Strebepfeiler gestützt war, der zwischenzeitlich eingestürzt ist. Im Laufe der Jahre muss der Turm einigen Umbauten unterzogen worden sein, wie eine vermauerte Tür und einige vermauerte Fenster zeigen.

Fresken in der Apsis der Kapelle (Carlo Nigra)

An den Turm angelehnt finden sich die Reste der kleinen romanischen Kapelle, die dem Heiligen Mauritius geweiht war und vermutlich aus dem 11. Jahrhundert stammt. Die nach Osten ausgerichtete Apsis trug ursprünglich Fresken mit Engelsfiguren und solchen von Heiligen und Evangelisten, wie man an einigen Zeichnungen von Alfredo d’Andrade und den Skripten von Carlo Nigra vom Beginn des 20. Jahrhunderts sieht. Heute sind davon nur noch einige Fragmente erhalten.
Die Wohngebäude und das Wächterhaus, die im südlichsten Teil der Burg liegen, sind inzwischen zu Ruinen verfallen und kaum noch zu erkennen.